# Asaji Honda
Asaji Honda (本田 朝次, Honda Asaji) foi um tenista japonês.
Disputou os Jogos Olímpicos de 1924, perdendo a primeira rodada para Jean Borotra. Em duplas atuou ao lado de Masanosuke Fukuda, perdendo na segunda rodada.